# Tarlawi
Tarlawi is een bestuurslaag in het regentschap Bima van de provincie West-Nusa Tenggara, Indonesië. Tarlawi telt 1130 inwoners (volkstelling 2010).